# Bob Crompton
Robert Crompton, detto Bob (Blackburn, 26 settembre 1879 – 16 marzo 1941), è stato un calciatore inglese, di ruolo difensore.

## Carriera

### Club
Tra il 1896 ed il 1920 ha giocato solo con la maglia del Blackburn, squadra della sua città natale, raccogliendo 530 presenze e segnando 14 goal.

### Nazionale
Ha giocato nella nazionale inglese tra il 1902 ed il 1914 ottenendo 41 presenze.

## Palmarès

### Giocatore
- Campionato inglese: 2

Blackburn: 1911-1912, 1913-1914
- Community Shield: 2

Blackburn: 1912
Professionisti: 1913

### Allenatore

#### Club
- Coppa d'Inghilterra: 1

Blackburn: 1927-1928
- Second Division: 1

Blackburn: 1938-1939